# Amphinecta puka
Amphinecta puka là một loài nhện trong họ Amphinectidae. Loài này phân bố ở New Zealand.